# Toszek
Toszek (německy Tost, počeštěně Tošek) je město v jižním Polsku ve Slezském vojvodství v okrese Hlivice, sídlo gminy Toszek. Leží na historickém území Horního Slezska na silniční a železniční trase Hlivice – Opolí. V roce 2024 zde žilo 3 489 obyvatel, početná je ve městě německá menšina.

## Dějiny
Tošecký hrad byl založen patrně na přelomu 10. a 11. století a v roce 1245 je poprvé zmiňován jako sídlo kastelánie. Vedle slovanského hradiště vzniklo ve 13. století podle magdeburského práva město osídlené kolonisty z německých zemí. Kazimír Bytomský vydělil v roce 1304 Tošecké knížectví, které existovalo do roku 1328, kdy bylo opět spojeno s Bytomským knížectvím.
Celá tato oblast byla součástí Koruny království českého a Habsburské monarchie do roku 1742, kdy po první slezské válce připadla Prusku. K majitelům tošeckého statku patřila mimo jiné v letech 1791–1797 rodina slavného básníka Josepha von Eichendorffa.
Vzhled historického jádra silně poznamenal velký požár v roce 1833. Z dob obnovy města po této tragédii pochází např. charakteristická dvouvěžová budova radnice. O něco dřív, v roce 1811, vyhořel hrad a stal se tak na více než století zříceninou. Částečně rekonstruovaný v 50. letech 20. století dnes představuje nejvýznamnější památku městečka. V roce 1884 byl v Toszku vybudován pseudogotický nemocniční komplex, do jehož prostor byla po první světové válce umístěna psychiatrická léčebna. Nacisté zřídili v areálu internační tábor Internierungslager (Ilag) VIII Tost, který následně sloužil do listopadu 1945 jako tábor NKVD. 
Po druhé světové válce byl Toszek spolu s celým Horním Slezskem rozhodnutím světových velmocí přičleněn k socialistickému Polsku a německé obyvatelstvo bylo v drtivé většině odsunuto.
3. července 1899 se v Toszku do židovské rodiny narodil Ludwig Guttmann – budoucí neurolog a zakladatel paralympijských her.

## Osobnosti
- Ludwig Guttman (1899–1980), britsko-německý neurolog